# 唯多鎧金星介
唯多鎧金星介（学名：Cypridopsis vidua）为金星介科鎧金星介屬下的一个种。